# Ruský Superpohár
Ruský Superpohár (rusky Суперкубок России по футболу) je ruská jednozápasová soutěž v kopané, která probíhá od roku 2003. Střetávají se v ní vítěz ruské Premier Ligy a vítěz ruského fotbalového poháru.
Nejúspěšnějším týmem je k roku 2023 Zenit Petrohrad s osmi prvenstvími.

## Přehled finálových utkání
Zdroj:
| Rok  | Vítěz            | Poražený         | Výsledek                                |
| ---- | ---------------- | ---------------- | --------------------------------------- |
| 2003 | Lokomotiv Moskva | CSKA Moskva      | 1:1 prodloužení, 4:3 penaltový rozstřel |
| 2004 | CSKA Moskva      | Spartak Moskva   | 3:1 prodloužení                         |
| 2005 | Lokomotiv Moskva | Terek Groznyj    | 1:0                                     |
| 2006 | CSKA Moskva      | Spartak Moskva   | 3:2                                     |
| 2007 | CSKA Moskva      | Spartak Moskva   | 4:2                                     |
| 2008 | Zenit Petrohrad  | Lokomotiv Moskva | 2:1                                     |
| 2009 | CSKA Moskva      | Rubin Kazaň      | 2:1 prodloužení                         |
| 2010 | Rubin Kazaň      | CSKA Moskva      | 1:0                                     |
| 2011 | Zenit Petrohrad  | CSKA Moskva      | 1:0                                     |
| 2012 | Rubin Kazaň      | Zenit Petrohrad  | 2:0                                     |
| 2013 | CSKA Moskva      | Zenit Petrohrad  | 3:0                                     |
| 2014 | CSKA Moskva      | FK Rostov        | 3:1                                     |
| 2015 | Zenit Petrohrad  | Lokomotiv Moskva | 1:1 prodloužení, 4:2 penaltový rozstřel |
| 2016 | Zenit Petrohrad  | CSKA Moskva      | 1:0                                     |
| 2017 | Spartak Moskva   | Lokomotiv Moskva | 2:1 prodloužení                         |
| 2018 | CSKA Moskva      | Lokomotiv Moskva | 1:0 prodloužení                         |
| 2019 | Lokomotiv Moskva | Zenit Petrohrad  | 3:2                                     |
| 2020 | Zenit Petrohrad  | Lokomotiv Moskva | 2:1                                     |
| 2021 | Zenit Petrohrad  | Lokomotiv Moskva | 3:0                                     |
| 2022 | Zenit Petrohrad  | Spartak Moskva   | 4:0                                     |
| 2023 | Zenit Petrohrad  | CSKA Moskva      | 0:0 5:4 penaltový rozstřel              |

### Přehled vítězů podle klubů
| Klub             | Vítěz | Poražený finalista | Vítězné roky                                   |
| ---------------- | ----- | ------------------ | ---------------------------------------------- |
| Zenit Petrohrad  | 8     | 3                  | 2008, 2011, 2015, 2016, 2020, 2021, 2022, 2023 |
| CSKA Moskva      | 7     | 5                  | 2004, 2006, 2007, 2009, 2013, 2014, 2018       |
| Lokomotiv Moskva | 3     | 6                  | 2003, 2005, 2019                               |
| Rubin Kazaň      | 2     | 1                  | 2010, 2012                                     |
| Spartak Moskva   | 1     | 4                  | 2017                                           |
| FK Rostov        | -     | 1                  | -                                              |
| Terek Groznyj    | -     | 1                  | -                                              |
| Celkem           | 19    | 19                 |                                                |